# Serpil Güvenç

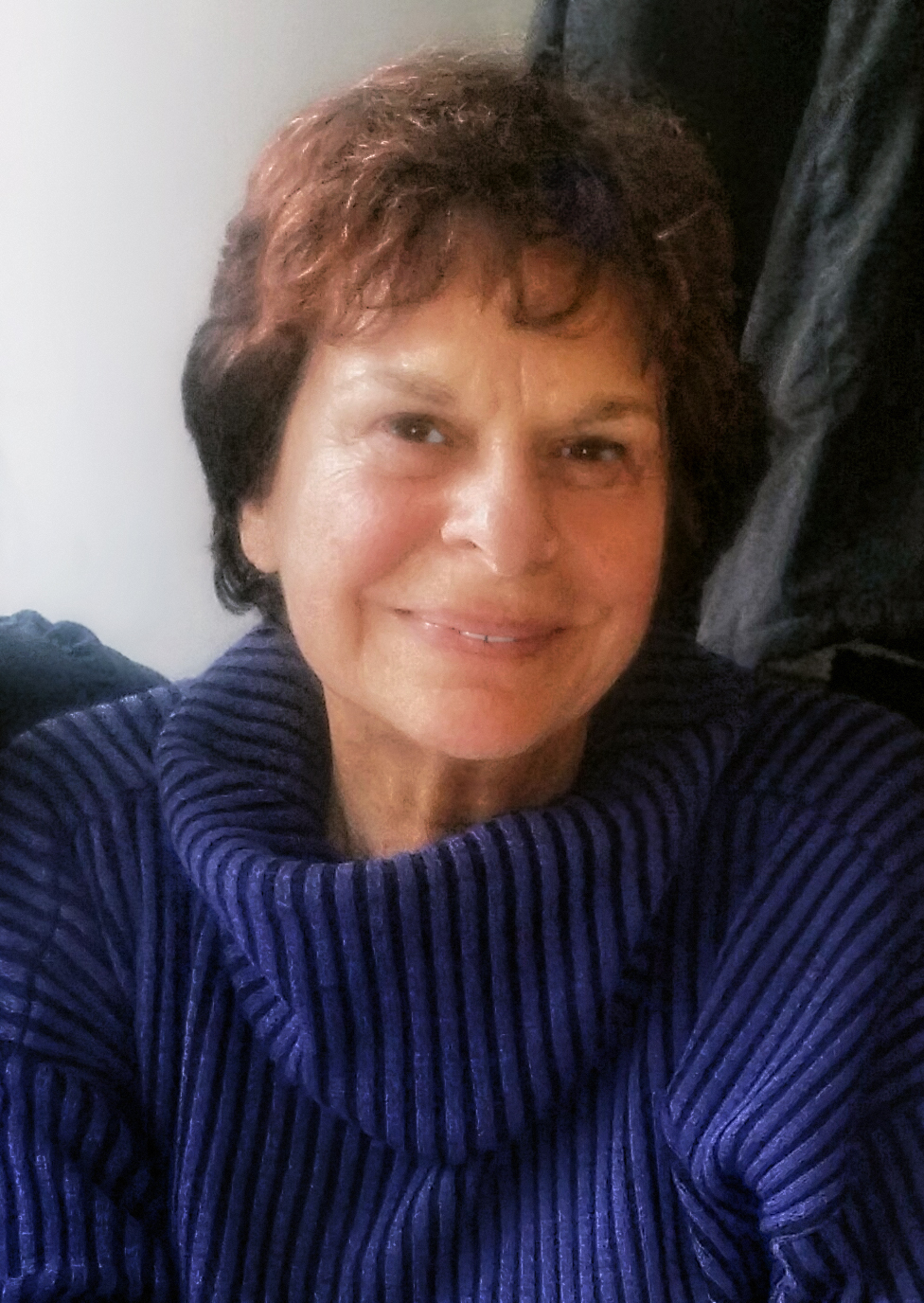
Serpil Güvenç 2015

Sıdıka Serpil Çelenk Güvenç (* 1. August 1948 in Istanbul) ist eine türkische Autorin und Übersetzerin.

## Lebenslauf
Sıdıka Serpil Güvenç kam im Jahr 1948 in Istanbul als erstes Kind der Rechtsanwälte Şekibe Hanım und Halit Çelenk zur Welt. Ab 1955 besuchte sie die Mustafa-Kemal-Grundschule in Samsun. Im Jahr 1960 kam sie auf das TED Ankara College. 1972 schloss sie an der Fakultät für Naturwissenschaften und Technik der Hacettepe-Universität ein Chemiestudium als Chemieingenieurin ab. 1971 wurde sie zusammen mit Vahap Erdoğdu und Freunden festgenommen. 1972 war sie zusammen mit Sevgi Soysal für drei Monate im Gefängnis.
Güvenç arbeitete ab September 1972 in der irakischen Botschaft als Botschaftssekretär. Im Januar 1973 begann sie, als Chemielehrerin an der Medizinischen Hochschule der Universität Ankara zu arbeiten. Zwischen den Jahren 1974–1982 arbeitete sie in der Maden Tetkik Arama. Von 1982 bis 1984 war sie in Libyen Chemielehrerin am Tripoli College. Sie lehrte Chemie am TED Ankara College von 1986 bis 2002. Von 2001 bis 2004 absolvierte sie an der Technischen Universität des Nahen Ostens ein Masterstudium in Politikwissenschaft und öffentlicher Verwaltung.
Sie war zwischen den Jahren 1998–2004 Mitglied im Stiftungsrat der „68er-Stiftung“ (68'liler Vakfı). Sie arbeitete in der „Patriotischen Front“ (Yurtsever Cephe) und der „Arbeiterunion“ (İşçi Birliği) der Türkei. Sie war Abgeordnetenkandidatin der „Patriotischen Front“ für Ankara im Jahr 2007. Güvenç ist Gründungsmitglied der TİHAK (Stiftung der Menschenrechtsinstitution der Türkei). Sie arbeitet noch aktiv in der „Linken Front“ (Sol Cephe) und  in der „Juni-Bewegung“ (Haziran Hareketi).
Güvenç schrieb Artikel über Cannabis in der Zeitschrift der Berufsständischen Gesellschaft der Chemie-Ingenieure. Ferner schrieb Güvenç für Yeni Ülke, die Vahap Erdoğdu zwei Jahre lang herausgab. Sie war als Autorin für folgende Publikationen tätig: Aratos Magazin, Sol Cephe, İşçi Birliği, Evrensel Kültür, RED, Evrensel, Cumhuriyet und Sol und ist immer noch auf dem Portal Sol.haber als Kolumnistin tätig. Güvenç ist verheiratet mit Kaya Güvenç und Mutter zweier Kinder.

## Werke

### Eigene Werke
- İkili Anlaşmalardan Kıbrıs'a Solun Merceğinden Dış Politika. Daktylos, 2008, ISBN 978-6-05596-808-3.
- mit Sultan Özer: Denizler'in Şekibe Ablası: Şekibe Çelenk. Evrensel Basım Yayın, 2011, ISBN 978-6-05415-670-2.
- Darağacına Mektuplar. İmge, 2012, ISBN 978-975-533-708-1.

### Übersetzungen
- mit Erdoğan Başar: Sosyalistler için Felsefe – The Philosophy of Socialists. Maurice Cornforth, Sol Yayınları 1965.
- Tarımda Kapitalizm – Capitalism in Agriculture. Vladimir ilyiç Lenin, Sol Yayınları 2003, ISBN 975-7399-55-8.
- mit Hilal Ünlü: Nazi İşgalinde Sovyet Kadınları – Unwomanly Face of War. Swetlana Aleksiyeviç, Evrensel Basım Yayın, 2015, ISBN 978-975-6525-27-2 (Auflage des Buches, wegen Urheberrecht, gestoppt.)